# Arrondissement de Schwerin-sur-la-Warthe
L'arrondissement de Schwerin-sur-la-Warthe, est un arrondissement prussien des provinces de Posnanie, Posnanie-Prusse-Occidentale et Brandebourg, existant de 1887 à 1945. Son ancien territoire appartient maintenant au powiat de Międzyrzecz dans la voïvodie de Lubusz en Pologne.

## Histoire

Division administrative de la province de Posnanie-Prusse-Occidentale (1922-1938)

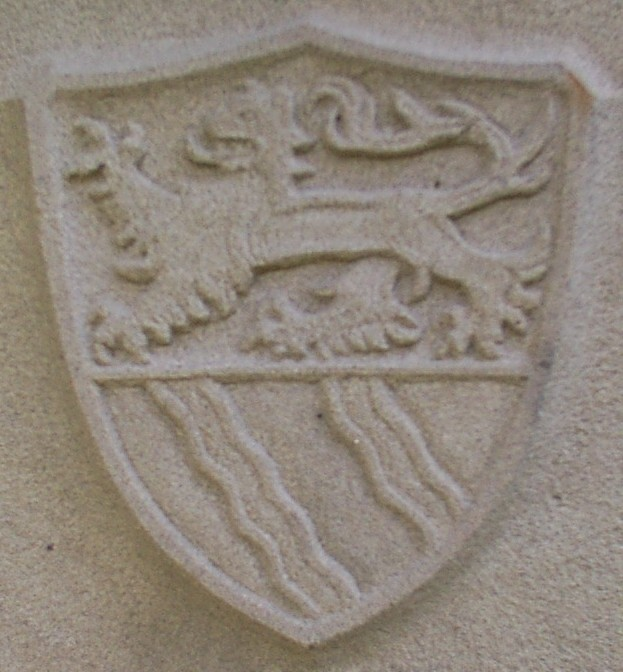
Armoiries de l'arrondissement sur une pierre commémorative à Paderborn

Le 1er octobre 1887, le nouveau arrondissement de Schwerin-sur-la-Warthe est créé dans la  district de Posen dans la province prussienne de Posnanie à partir de parties de l'arrondissement de Birnbaum, à savoir :
- les villes de Blesen et Schwerin-sur-la-Warthe
- le district de police de Schwerin-sur-la-Warthe
- et du district de police de Birnbaum, les communes de Freude, Hoffnung, Groß Krebbel, Kaza, Klein Krebbel, Krebbelmühl, Krynitze, Neu Görtzig, Pechlüge, Schneidemühl-Hauland, Striche, Striche-Hauland, Wierzebaum et les districts de domaine de Neu Görtzig, Striche, Waitze, Waitze Oberförsterei et Wierzebaum.

L'arrondissement comprend principalement des zones rurales autour de la ville de Schwerin an der Warthe.
Après la dissolution de la province de Posnanie, dont la majeure partie est attribué à la Pologne, le 20 novembre 1919, l'arrondissement de Schwerin-sur-la-Warthe est subordonné au nouveau bureau du gouvernement de Schneidemühl dans le district de Posnanie-Prusse-Occidentale.
Le 1er juillet 1922, l'arrondissement de Schwerin-sur-la-Warthe rejoint la nouvelle province prussienne de Posnanie-Prusse-Occidentale et, à partir du 1er août 1922, le nouveau district de Schneidemühl (de). Le 1er octobre 1938, après la dissolution de la province de Posnanie-Prusse-Occidentale, l'arrondissement de Schwerin-sur-la-Warthe est transféré au district de Francfort dans la province de Brandebourg.
Au printemps 1945, l'arrondissement est conquis par l'Armée rouge puis placé sous administration polonaise. Aujourd'hui, il appartient à la Pologne.

## Évolution de la démographie
| Année | Habitants | Source |
| ----- | --------- | ------ |
| 1890  | 22 355    | [ 1 ]  |
| 1900  | 22 094    | [ 1 ]  |
| 1910  | 21 620    | [ 1 ]  |
| 1925  | 22 300    | [ 1 ]  |
| 1933  | 21 035    | [ 1 ]  |
| 1939  | 20 912    | [ 1 ]  |

Sur les 22 300 habitants en 1925, 10 107 sont protestants, 11 957 catholiques et 121 juifs. En 1933, un habitant sur deux travaille dans l'agriculture et la sylviculture.

## Administrateurs de l'arrondissement

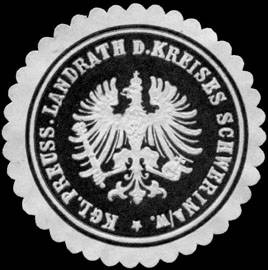
Marque de sceau de l'administrateur royal prussien de l'arrondissement de Schwerin-sur-la-Warthe

1887–9999Kurt von Willich (de)
1887-1891 Hans Ukert (de)
1891-1898 Gottfried Kögel (de)
1898-1904 Georg von Brandis (de)
1906-1926 Adolf Parthey (de)
1926-1928 Joseph Ortner (de)
1928-1932 Gerhard Sender
1932–1933 Wilhelm Nülle (de)
1933–1934 Müller
1934-1936 Conrad Prange (de)
1936-1945 Otto Karl Niemeyer (de)

## Élections
L'arrondissement de Schwerin-sur-la-Warthe, avec les arrondissements de Birnbaum, Obornik (de) et Samter, appartient à la 2e circonscription du district de Posen au Reichstag. La circonscription est remportée aux élections du Reichstag entre 1871 et 1912 par les candidats suivants :
- 1871 00 Ludwig von Rönne (de), parti national-libéral
- 1874 00 Ludwig Zietkiewicz (de), parti polonais
- 1877 00 Stephan von Kwilecki (de), parti polonais
- 1878 00 Stephan von Kwilecki, parti polonais
- 1881 00 Stephan von Kwilecki, parti polonais
- 1884 00 Stephan von Kwilecki, parti polonais
- 1887 00 Hektor von Kwilecki (de), parti polonais
- 1890 00 Hektor von Kwilecki, parti polonais
- 1893 00 Hektor von Kwilecki, parti polonais
- 1898 00 Hektor von Kwilecki, parti polonais
- 1903 00 Mathias von Brudzewo-Mielzynski (de), parti polonais
- 1907 00 Mathias von Brudzewo-Mielzynski, parti polonais (52,3 % des votes)[3]
- 1912 00 Mathias von Brudzewo-Mielzynski, parti polonais (52,7 % des votes)[3]

## Constitution communale
Depuis le XIXe siècle, l'arrondissement de Schwerin-sur-la-Warthe est divisé en villes, en communes rurales et en districts de domaine. Avec l'introduction de la loi constitutionnelle prussienne sur les communes du 15 décembre 1933 ainsi que le code communal allemand du 30 janvier 1935, le principe du leader est appliqué au niveau municipal. Une nouvelle constitution d'arrondissement n'est plus créée; Les règlements de l'arrondissement pour les provinces de Prusse-Orientale et Occidentale, de Brandebourg, de Poméranie, de Silésie et de Saxe du 19 mars 1881 restent applicables.

## Transports
Les chemins de fer prussiens desservent l'arrondissement très tardivement : en 1887, la ligne Meseritz-Birnbaum ne touchet initialement que la gare de Wierzebaum. Ce n'est qu'en 1896 que le chef-lieu d'arrondissement reçoit une gare par la liaison entre Landsberg et Meseritz, d'où bifurque en 1906 la ligne vers Wierzebaum. Enfin, en 1935, la Deutsche Reichsbahn ouvre une ligne vers Kreuz pour contourner la nouvelle frontière polonaise.

## Villes et communes

### Situation en 1936
Au milieu des années 1930, l'arrondissement de Schwerin-sur-la-Warthe comprend deux villes et 41 communes : 
| - Althöfchen - Altlauske - Blesen, ville - Briese - Eichberg, colonie - Falkenwalde - Freude - Gollmütz - Goray - Groß Krebbel - Hermsdorf | - Hoffnung - Kalzig - Kaza - Klein Krebbel - Krebbelmühl - Krinitze - Lauske - Liebuch - Marienwalde - Neudorf - Neugörzig | - Neuhaus - Neulauske - Neuvorwerk - Orlowce - Oscht - Poppe - Prittisch - Rokitten - Rosenthal Hauland - Schneidemühl Hauland - Schweinert | - Schweinert Hauland - Schwerin-sur-la-Warthe, ville - Schwirle - Seewitz - Semmritz - Striche - Striche Hauland - Trebisch - Waitze - Wierzebaum |

L'arrondissement comprend également les districts de domaine forestier de Forst Schweinert, Forst Schwerin (Warthe) et Forst Waitze.

### Changements de nom
En 1937, les communes suivantes reçoivent des noms "plus allemands": 
- Goray → Eibendorf
- Kaza → Waldluch
- Krinitze → Warthetal
- Orlowce → Adlerhorst